# Epifânio, o Monge
Epifânio, o Monge, foi um monge bizantino que viveu no final do século VIII e início do século IX.  Era monge do mosteiro de Kallistratos em Constantinopla, foi autor de Vida de Maria, que é uma das biografias mais antigas da Virgem Maria que são preservadas,  e a Vida do apóstolo Santo André , o primeiro bispo de Bizâncio de acordo com a tradição.
Na obra sobre a Vida de Maria,  narra toda a sua vida, desde a sua genealogia e casamento de Joaquim e Ana, até a Assunção, com base em muitos apócrifos, embora apresente uma certa reserva em relação a eles, bem como os dados do Novo Testamento.
O texto foi primeiro totalmente transcrito e traduzido para o latim por Mingarelli. Ele está em um códice da biblioteca Naniana, pertencente a uma família da nobreza veneziana. Jacques Paul Migne o colocou em sua Patrologia Graeca (volume 120).